# 高木一見
高木 一見（たかぎ かずみ、1919年（大正8年）8月20日 - 1997年（平成9年）3月18日）は、日本の実業家。毎日放送（MBS）元社長。

## 来歴・人物
広島県出身。東北大学法文学部卒業後、1947年（昭和22年）に毎日新聞社へ入社。

### 大阪テレビから毎日放送移籍
1955年（昭和30年）、大阪テレビ放送（現・朝日放送テレビ）の設立と同時に出向し、経理部長をつとめた後、新日本放送（現・MBSメディアホールディングス）に転籍して財務部長。その後経理部長、総務局長、テレビ営業局長、取締役テレビ編成制作局長を経て、1968年常務、1969年専務、1979年副社長をそれぞれ歴任。1980年（昭和55年）、第3代社長坂田勝郎の後を受けて毎日放送第4代代表取締役社長に就任した。

### 斎藤時代への橋渡し
高木が社長に就任する5ヵ月前の1980年（昭和55年）1月19日、MBS第2代社長で代表取締役会長だった高橋信三が急死する。高橋は将来的に毎日新聞大阪本社時代からの腹心であった常務取締役斎藤守慶に社長ポストを渡す意向だった。斎藤は当時51歳で社長就任には若干早いとされ、また前任者の坂田も75歳と高齢になっていた。このため斎藤が社長就任に適当な年齢になるまでの「橋渡し」的な役割として、専務を10年間務めた高木に白羽の矢が立った。
高木時代のMBSは、高橋時代末期のネットチェンジを経て、TBS系列準キー局としての地位が安定した頃だった。

#### テレビ大阪開局支援
MBSテレビがネットチェンジする前は、NETと東京12チャンネルのクロスネット局としてMBSは両系列に番組を供給していた（ただしニュースはNETのみ）。ネットチェンジ後も東京12チャンネル取締役を兼務していた上司の高橋信三が関西地区の東京12チャンネル系列局開設に向けて支援を行っていたが、1980年1月に高橋は急逝。高木は高橋の後任として上司の坂田と共に郵政省や関西財界への折衝にあたり、1980年11月に東京12チャンネル改めテレビ東京初の系列局となるテレビ大阪（TVO）の放送免許交付に漕ぎ着ける。その後、1982年（昭和57年）3月1日にテレビ大阪は開局したが、高木はMBSがテレ東の大株主で坂田がテレビ東京取締役ということもあり、テレビ大阪に最大級の支援を決断する。
開局6ヶ月前の1981年（昭和56年）10月、MBSテレビはTVOの受信にUHFアンテナが必要なので設置するよう呼びかけるスポットCMを制作し放送する。1982年に入ると、開局直前であることを知らせるCMも放送した。また、TVOが新規に採用した社員の研修もMBS千里丘放送センターで受け入れた。

開局と同時に、ネットチェンジ後もMBSテレビが番組購入扱いで放送していた番組をTVOに移管させた他、子会社で『真珠の小箱』などを手掛けていた放送映画製作所を通じてTVO制作番組の外注を請け負った。高橋時代の23時ショー打ち切り事件でMBSでは放送できなくなっていたお色気番組も、TVOに流すことができた。

#### ヤングおー!おー!と超時空
高橋時代からの長寿番組は多くが継続したが、1982年（昭和57年）10月改編ではNETと東京12チャンネルでも放送され13年続いた『ヤングおー!おー!』を打ち切らせ、日曜日午後にアニメの定番枠を設けるという挑戦を行った。日曜午後アニメ第1弾作品としてスタートした『超時空要塞マクロス』は本放送時の視聴率こそ伸び悩んだが、ファンの圧倒的な支持を獲得し放送回数延長、スポンサーで関連の玩具・模型を販売したタカトクトイスと今井科学、有井製作所に好成績をもたらした。しかしその意気込みが逆に仇となり後にタカトクは倒産、今井と有井もバンダイ（現在のバンダイナムコホールディングス）に金型と関連版権を売却する羽目になった。

#### 事業本部
1982年4月、MBSの組織改革として「事業本部」を設け、斎藤を本部長に据える。斎藤はサントリー代表取締役会長佐治敬三に『一万人の第九』を提案、クラシック音楽に造詣の深い佐治は快諾し冠スポンサーとして他社の入る余地を作らせないという逆提案もした。1983年（昭和58年）12月4日、大阪城ホールで第1回『サントリーオールド 1万人の「第九」コンサート』を実施、大成功を収めた。

### 社長退任後
1985年（昭和60年）6月の株主総会後の取締役会で、過去の実績、57歳という年齢とも文句なしと判断して斎藤を第5代社長に推挙、自身は取締役会長に就く。
70歳になった1989年（平成元年）6月の株主総会で会長を退任して相談役に。MBSは会長が空席となり、名実ともに斎藤のワントップ体制が完成した。
その他には日本衛星放送（WOWOW）取締役、日中ビデオネットワーク社長、毎日新聞社監査役などもそれぞれ務めた。
1997年（平成9年）3月18日、心不全のため77歳で死去。

## 栄典
- 1989年 - 勲二等瑞宝章受章[1]